# Conferencia Nacional (NFL)
La Conferencia Nacional (NFC por sus siglas en inglés: National Football Conference) es una de las dos conferencias que forman parte de la National Football League (NFL). La NFC fue creada después de que la liga se fusionara con la American Football League (AFL) en 1970. La NFC tuvo 13 equipos ese año, y todos ellos jugaban en la NFL antes de la fusión. Mientras tanto, todos los antiguos equipos de la AFL junto con los Cleveland Browns, Pittsburgh Steelers y Baltimore Colts, que habían pertenecido a la NFL, formaron la Conferencia Americana (AFC, por sus siglas en inglés).

## Planes
Hubo cinco planes de ordenamiento para la NFC. El plan que fue seleccionado, el Plan 3, fue tomado de un tazón de cristal. Los planes eran:
- Plan 1
  - Este - New York Giants, Washington, Philadelphia, Atlanta, Minnesota
  - Central - Chicago, Green Bay, Detroit, New Orleans
  - Oeste - San Francisco, Los Angeles Rams, Dallas, St. Louis Cardinals

- Plan 2
  - Este - New York Giants, Washington, Philadelphia, Minnesota
  - Central - Dallas, St. Louis Cardinals, New Orleans , Atlanta
  - Oeste - San Francisco, Los Angeles Rams, Chicago, Green Bay, Detroit

- Plan 3
  - Este - Dallas, New York Giants, Philadelphia, St. Louis Cardinals, Washington
  - Central - Chicago, Detroit, Green Bay, Minnesota
  - Oeste - Atlanta, Los Angeles Rams, New Orleans, San Francisco

- Plan 4
  - Este - New York Giants, Washington, Philadelphia, St. Louis Cardinals, Minnesota
  - Central - Chicago, Green Bay, Detroit , Atlanta
  - Oeste - San Francisco, Los Angeles Rams, Dallas, New Orleans

- Plan 5
  - Este - New York Giants, Washington, Philadelphia, Detroit, Minnesota
  - Central - Chicago, Green Bay, Dallas, St. Louis Cardinals
  - Oeste - San Francisco, Los Angeles Rams, Atlanta, New Orleans

Desde la fusión, tres equipos de expansión se han unido a la NFC, completando de esta forma los 16 equipos actuales. Cuando los Seattle Seahawks y los Tampa Bay Buccaneers se unieron a la liga en 1976, fueron colocados en la NFC y la AFC, respectivamente, por una temporada antes de que cambiaran de conferencia. Los Seahawks regresaron a la NFC como resultado del reordenamiento de 2002. Los Carolina Panthers ingresaron a la NFC en 1995.

## Organización
Estos 16 equipos están organizados en cuatro divisiones (Norte, Sur, Este y Oeste), cada una de 4 equipos. Cada equipo juega contra los otros equipos de su división dos veces (de local y de visitante) durante la temporada regular, además de otros 10 juegos/equipos asignados a su calendario por la NFL en el mes de abril previo a cada temporada. Dos de estos partidos son asignados de acuerdo con el registro final obtenido por los equipos en la temporada previa. Los 8 juegos restantes son contra todos los equipos de otras dos divisiones de la NFL. La asignación cambia año con año. Por ejemplo, en la temporada regular de 2007, cada equipo de la NFC Oeste tuvo que jugar un partido contra cada equipo de la AFC Norte y de la NFC Sur. De esta forma la competencia divisional consiste en oponentes comunes, con la excepción de dos partidos asignados según el registro (número de victorias, derrotas y empates) de cada equipo en la temporada previa.
Al final de cada temporada, se celebra una serie de partidos de postemporada entre los seis mejores equipos de la NFC, que son los cuatro campeones divisionales y otros dos equipos ("wildcards" o "comodines") con el mejor registro de victorias y derrotas. Los playoffs de la NFC culminan con el juego de campeonato de la NFC donde compiten por el Trofeo George Halas. El campeón de la NFC juega contra el campeón de la AFC en el Super Bowl o Supertazón.

## Divisiones
| Divisiones de la Conferencia Nacional | Divisiones de la Conferencia Nacional | Divisiones de la Conferencia Nacional | Divisiones de la Conferencia Nacional |
| Este                                  | Norte                                 | Sur                                   | Oeste                                 |
| ------------------------------------- | ------------------------------------- | ------------------------------------- | ------------------------------------- |
| Dallas Cowboys                        | Chicago Bears                         | Atlanta Falcons                       | Arizona Cardinals                     |
| New York Giants                       | Detroit Lions                         | Carolina Panthers                     | Los Angeles Rams                      |
| Philadelphia Eagles                   | Green Bay Packers                     | New Orleans Saints                    | San Francisco 49ers                   |
| Washington Commanders                 | Minnesota Vikings                     | Tampa Bay Buccaneers                  | Seattle Seahawks                      |